# Ґреґ Фрейзер
Ґрейґ Фрейзер, ASC, ACS (англ. Greig Fraser, нар. 3 жовтня 1975) — австралійський кінооператор. Відомий своїми роботами над фільмами Тридцять хвилин по півночі (2012), Лев (2016), Бунтар Один (2016), Дюна (2021) та Бетмен (2022), а також над трьома епізодами серіалу Мандалорець (2019).
У 2017 році його було номіновано на премію «Оскар» за кращу операторську роботу в фільмі «Лев».

## Біографія
Народився 3 жовтня 1975 року в місті Мельбурн, Австралія. Освіту здобував у Мельбурнському королівському технологічному університеті. Є членом Австралійського та Американського товариства кінооператорів.

## Фільмографія

### Оператор
| Рік  | Фільм                      | Режисер                     | Примітки                  |
| ---- | -------------------------- | --------------------------- | ------------------------- |
| 2005 | Jewboy                     | Тоні Кравіц                 |                           |
| 2006 | З-за блакиті               | Роберт Саркіс               |                           |
| 2009 | Яскрава зірка              | Джейн Кемпіон               | 1 номінація               |
| 2009 | Остання поїздка            | Ґлендін Івін                |                           |
| 2009 | Хлопчики повертаються      | Скотт Гікс                  |                           |
| 2010 | Впусти мене                | Метт Рівз                   |                           |
| 2012 | Пограбування казино        | Ендрю Домінік               |                           |
| 2012 | Білосніжка та мисливець    | Руперт Сендерс              |                           |
| 2012 | Тридцять хвилин по півночі | Кетрін Біґелоу              | 1 нагорода та 3 номінації |
| 2014 | Мисливець на лисиць        | Беннет Міллер               |                           |
| 2014 | Гравець                    | Руперт Ваятт                |                           |
| 2016 | Лев                        | Ґарт Девіс                  | 2 нагороди та 2 номінації |
| 2016 | Бунтар Один                | Гарет Едвардс               |                           |
| 2018 | Марія Магдалина            | Ґарт Девіс                  |                           |
| 2018 | Влада                      | Адам Мак-Кей                |                           |
| 2019 | Мандалорець                | Джон Фавро                  | 3 епізоди (1, 3, 7)       |
| 2021 | Дюна                       | Дені Вільнев                | 6 нагород та 6 номінацій  |
| 2022 | Бетмен                     | Метт Рівз                   | 5 номінацій               |
| 2023 | Творець                    | Гарет Едвардс               | 1 номінація               |
| 2024 | Дюна 2                     | Дені Вільнев                |                           |
| 2026 | Проєкт «Аве Марія»         | Філ Лорд і Крістофер Міллер |                           |
| 2026 | Бетмен 2                   | Метт Рівз                   |                           |

### Інше
| Рік  |   | Українська назва | Оригінальна назва | Роль                      |
| ---- | - | ---------------- | ----------------- | ------------------------- |
| 2019 | ф | Король           | The King          | спеціальна подяка         |
| 2019 | с | Мандалорець      | The Mandalorian   | співпродюсер (8 епізодів) |

## Нагороди та номінації
| Рік  | Назва фільму                      | Нагорода                                           | Категорія                      | Результат |
| ---- | --------------------------------- | -------------------------------------------------- | ------------------------------ | --------- |
| 2009 | Яскрава зірка                     | «Асоціація кінокритиків Чикаго»                    | «Найкраща операторська робота» | Номінація |
| 2012 | Тридцять хвилин по півночі        | «Спільнота кінокритиків Нью-Йорка»                 | «Найкраща операторська робота» | Перемога  |
| 2012 | Тридцять хвилин по півночі        | «Асоціація кінокритиків Чикаго»                    | «Найкраща операторська робота» | Номінація |
| 2012 | Тридцять хвилин по півночі        | «Національна спілка кінокритиків США»              | «Найкраща операторська робота» | Номінація |
| 2012 | Тридцять хвилин по півночі        | «Асоціація кінокритиків Вашингтона»                | «Найкраща операторська робота» | Номінація |
| 2016 | Лев                               | «AACTA»                                            | «Найкраща операторська робота» | Перемога  |
| 2016 | Лев                               | «Премія Американської спільноти кінематографістів» | «Найкраща операторська робота» | Перемога  |
| 2016 | Лев                               | «Оскар»                                            | «Найкраща операторська робота» | Номінація |
| 2016 | Лев                               | «БАФТА»                                            | «Найкраща операторська робота» | Номінація |
| 2020 | Мандалорець (Частина 7: Відплата) | Прайм-тайм премія «Еммі»                           | «Найкраща операторська робота» | Перемога  |
| 2021 | Дюна                              | «Оскар»                                            | «Найкраща операторська робота» | Перемога  |
| 2021 | Дюна                              | «Американське товариство кінооператорів»           | «Найкраща операторська робота» | Перемога  |
| 2021 | Дюна                              | «БАФТА»                                            | «Найкраща операторська робота» | Перемога  |
| 2021 | Дюна                              | «Супутник»                                         | «Найкраща операторська робота» | Перемога  |
| 2021 | Дюна                              | «Асоціація кінокритиків Вашингтона»                | «Найкраща операторська робота» | Перемога  |
| 2021 | Дюна                              | «Асоціація кінокритиків Чикаго»                    | «Найкраща операторська робота» | Номінація |
| 2021 | Дюна                              | «Асоціація кінокритиків Флориди»                   | «Найкраща операторська робота» | Номінація |
| 2021 | Дюна                              | «Асоціація кінокритиків Лос-Анджелеса»             | «Найкраща операторська робота» | Номінація |
| 2021 | Дюна                              | «Асоціація кінокритиків Сан-Франциско»             | «Найкраща операторська робота» | Номінація |
| 2021 | Дюна                              | «Асоціація кінокритиків Сент-Луїса»                | «Найкраща операторська робота» | Номінація |
| 2021 | Дюна                              | «Асоціація кінокритиків Далласа і Форт-Верта»      | «Найкраща операторська робота» | Перемога  |
| 2021 | Дюна                              | «Вибір критиків»                                   | «Найкраща операторська робота» | Номінація |
| 2022 | Бетмен                            | «Американське товариство кінооператорів»           | «Найкраща операторська робота» | Номінація |
| 2022 | Бетмен                            | «БАФТА»                                            | «Найкраща операторська робота» | Номінація |
| 2022 | Бетмен                            | «Британське товариство кінооператорів»             | «Найкраща операторська робота» | Номінація |
| 2022 | Бетмен                            | «Асоціація кінокритиків Сент-Луїса»                | «Найкраща операторська робота» | Номінація |
| 2022 | Бетмен                            | «Асоціація кінокритиків Далласа і Форт-Верта»      | «Найкраща операторська робота» | Номінація |
| 2023 | Творець                           | «Товариство кінокритиків Сіетла»                   | «Найкраща операторська робота» | Номінація |